# Nogalia
- Commons
- Wikispecies

Nogalia é um gênero de plantas pertencente à família Boraginaceae.